# 乌克兰国家调查局
国家调查局（羅馬化：Derzhavne Biuro Rozsliduvan）是乌克兰的一个执法机构，负责调查涉及执法人员、法官和高级官员的刑事诉讼。

## 历史
烏克蘭国家调查局是在時任总统于2016年1月14日签署的法令和烏克蘭政府第127号决议下成立。 
2019年12月24日，乌克兰总统弗拉基米尔·泽连斯基签署了一项关于重启乌克兰国家调查局的法律，提前接触2017年12月上任的乌克兰国家调查局局长罗马·特鲁巴及其副手的权力。
2020年1月29日乌克兰前总检察长维克托·肖金向乌克兰国家调查局发起举报，控告美国前副总统拜登使用压力强迫前总统波罗申科将其解雇，以此来制止他针对乌克兰能源公司Burisma的调查，这涉嫌“妨害执法人员执行公务”。乌克兰国家调查局对前总统波罗申科开启了多达20多起刑事案件调查，涉嫌贪污腐败、洗黑钱、盗窃罪、战争罪，甚至涉嫌叛国罪，2020年6月10日对波罗申科执行了强制带走审问。